# Drowned (německá hudební skupina)
Drowned (v překladu z angličtiny utonulý) je německá death metalová kapela založená v roce 1992 v Berlíně.
V roce 1993 vyšla první demonahrávka, debutové studiové album s názvem Idola Specus bylo vydáno v roce 2014.

## Diskografie
Dema
- Demo 1993 (1993)
- Conquering the Azure (1995)
- A Foretaste of Ærth (1998)
- Rehearsals Fall 2001 (2002)
- Viscera Terræ (2006)
- Rehearsal Demo 12/2012 (2013)
- Alive Undead (2013)

Studiová alba
- Idola Specus (2014)

EP
- Ærth (1998)